# Johannes Moller
Johannes Moller (Flensbourg, 27 février 1661 – Flensbourg, 2 octobre 1725) est un piétiste allemand, directeur de l'École latine de Flensbourg et auteur d'une remarquable biographie des savants d'Allemagne du Nord, Cimbria literata,.

## Biographie
Johannes Moller étudie la théologie, la philosophie et l'histoire à l'université de Kiel et de Leipzig, puis poursuit sa formation en effectuant des recherches dans les bibliothèques à Hambourg (1681–1684) et de Copenhague (1684–1665). De 1685, jusqu'à sa mort en 1725, il s'associe avec l'école de Flensbourg, pour finalement atteindre les positions de recteur adjoint (1690) et recteur (1701). En 1711, il fonde la bibliothèque de l'école.
Son œuvre la plus célèbre, Cimbria literata, sive, Scriptorum ducatus utriusque Slesvicensis et Holsatici, est publiée après sa mort, par son fils, en trois volumes in-folio (1744).

## Écrits
- (la) Cimbria literata, sive, Scriptorum ducatus utriusque Slesvicensis et Holsatici (1744) [lire en ligne : tome I] — [tome II] — [tome III].